# Join Me in Death
«Join Me in Death» — сингл группы HIM с их второго полноформатного альбома Razorblade Romance. Первоначально сингл был издан под названием «Join Me», однако, впоследствии, на американском издании было добавлено слово «Death», что вылилось в «Join Me in Death». Сингл имел большой успех среди слушателей, однако сам Вилле Вало несколько критически отнёсся к его успеху:

Меня удивляет, что «Join Me» до сих пор продолжают крутить. Я совсем не ожидал, потому что эта вещь не так хороша. На новом альбоме есть много гораздо более сильных песен. А нам следует подождать, как пойдёт альбом, потому что H.I.M. — не сингловая группа. Скоро нас, возможно, окрестят мейнстримовыми уродами. Уже сейчас мы получаем на наш веб-сайт послания, в которых нас упрекают, что мы играем в Top of the Pops. Многие хотели бы видеть нас в андерграунде.
Композиция вошла в саундтреки к фильмам «Тринадцатый этаж» и «Обитель зла 2: Апокалипсис». Впервые она была исполнена 12 сентября 1998 года на фестивале Ilosaarirock в Финляндии. На «Join Me in Death» был снят видеоклип, имеющий несколько версий.

## Кавер-версии
Кавер-версии на композицию «Join Me» создавали Gregorian (альбом Masters of Chant Chapter III) и Сара Брайтман (альбом The Harem Tour CD).

## Списки композиций

### Международная версия
1. «Join Me» — 3:39
2. «Join Me» (13th Floor Mix) — 3:39
3. «It’s All Tears» (Unplugged) — 3:48
4. «Rebel Yell» (Live) — 5:12

### Шведское издание
1. «Join Me in Death» — 3:39
2. «Rebel Yell» (Live) — 5:12

### Немецкое издание
1. «Join Me in Death» — 3:39
2. «It’s All Tears» (Unplugged) — 3:48
3. «Rebel Yell» (Live) — 5:12
4. «Dark Sekret Love» Бонус-трек для лимитированной версии — 5:17

## Чарты
| Чарт                   | Позиция |
| ---------------------- | ------- |
| Austrian Singles Chart | 2       |
| Belgian Singles Chart  | 37      |
| Dutch Singles Chart    | 33      |
| Finnish Singles Chart  | 1       |
| German Singles Chart   | 1       |
| Italian Singles Chart  | 30      |
| Swedish Singles Chart  | 52      |
| Swiss Singles Chart    | 8       |